# Na'omi Šemer
Naomi Šemer (hebrejsky: נעמי שמר, rodným jménem Naomi Sapir; 13. července 1930 – 26. června 2004) byla jednou z nejvýznamnějších izraelských autorek písní a textařek. Za svého života byla označována jako „izraelská první dáma zpěvu.“

## Biografie
Narodila se v kibucu Kvucat Kineret u břehů Galilejského jezera, který pomáhali založit její rodiče. V roce 1950 nastoupila do Izraelských obranných sil, kde sloužila u Nachalu. Později studovala hudbu na Rubinově akademii v Jeruzalémě. Byla vdaná za Mordechaje Horowitze, se kterým měla dvě dětí: Lali a Ariela.
V roce 1983 obdržela Izraelskou cenu za přínos izraelské kultuře.
Několik jejích písní se stalo neoficiálními hymnami, jelikož texty jejich písní dokázaly v srdcích Izraelců probudit hluboké národní a emocionální cítění. Mezi její nejznámější písně patří Jerušalajim šel zahav („Jeruzaléme ze zlata“). Napsala ji před šestidenní válkou v roce 1967 a po dobytí východního Jeruzaléma a zpřístupnění Západní zdi k ní připojila další sloku. O rok později tuto píseň navrhl tehdejší poslanec Knesetu Uri Avnery na izraelskou hymnu. Návrh byl sice zamítnut, ale už samotný návrh vypovídá o významnosti jejích písní.
Ve psaní a skládání pokračovala až do své smrti. Zemřela v roce 2004 ve věku sedmdesáti tří let na následky rakoviny.
V roce 2005 byla v internetové soutěži 200 největších Izraelců deníku Ynet zvolena 6. největším Izraelcem všech dob.